# 卒業させてよ
「卒業させてよ」（そつぎょうさせてよ）は、1971年3月5日に発売された和田アキ子の7枚目のシングル。

## 解説
- オリコンチャートで最高位39位。NHK紅白歌合戦で実際に歌われた事はない。前年に「笑って許して」で日本レコード大賞編曲賞を受賞した馬飼野俊一が「アコ（和田の愛称）にご褒美」として書き下ろした新曲である[1]。これまでの曲とは一転して、明るい曲調になっている。
- 2005年7月13日に発売され、大ヒット[2]した「HEY!」（m-floとのコラボレーション曲。m-flo loves Akiko Wada名義で発売）では、この曲と「夏の夜のサンバ」、「バイ・バイ・アダム」をサンプリングしたファンキーチューンに仕立てた。

## 収録曲
（全作詞：阿久悠）
1. 卒業させてよ [2:51]
作曲・編曲：馬飼野俊一
2. 天使の告白 [2:55]
作曲・編曲：川口真